# Трёхэтапный протокол
Трёхэта́пный протоко́л (англ. three-pass protocol) — криптографический протокол, который позволяет защищённо передать сообщение между двумя сторонами без необходимости обмена или распределения ни открытого, ни закрытого ключа. Этот протокол предполагает использование коммутативного шифра.

## Основные сведения
Трёхэтапный протокол называется так, потому что между отправителем и получателем происходит обмен тремя зашифрованными сообщениями. Первый трёхэтапный протокол был разработан Ади Шамиром в 1980-е годы, но не был опубликован. Базовая концепция протокола состоит в том, что каждая из сторон передачи имеет собственный приватный ключ для шифрования и приватный ключ для дешифрования. Каждая сторона использует свои ключи независимо, сначала для зашифровки сообщения, а затем для расшифровки.
Протокол использует функцию шифрования {\displaystyle E} и функцию расшифрования {\displaystyle D}. Иногда функция шифрования и расшифрования могут быть одной и той же. Функция шифрования использует ключ шифрования {\displaystyle e}, чтобы изменить открытое сообщение {\displaystyle m} в зашифрованное, или шифротекст, {\displaystyle E(e,m)}. Для каждого ключа шифрования {\displaystyle e} имеется соответствующий ключ дешифрования {\displaystyle d}, который позволяет восстановить исходный текст с помощью функции расшифрования, {\displaystyle D(d,E(e,m))=m}.
Для того, чтобы функции шифрования {\displaystyle E} и расшифрования {\displaystyle D} подходили для трёхэтапного протокола, для любого сообщения {\displaystyle m}, любого ключа шифрования {\displaystyle e} с соответствующим ему ключом дешифрирования {\displaystyle k} должно выполняется {\displaystyle D(d,E(k,E(e,m)))=E(k,m)}. Другими словами должно расшифровываться первое шифрование с ключом {\displaystyle e}, даже если сообщение зашифровано вторым ключом {\displaystyle k}. Такое свойство есть у коммутативного шифрования. Коммутативное шифрование — это шифрование, которое не зависит от порядка, то есть справедливо {\displaystyle E(a,E(b,m))=E(b,E(a,m))} для любых ключей {\displaystyle a} и {\displaystyle b} для всех сообщений {\displaystyle m}. Для коммутативного шифрование выполняется {\displaystyle D(d,E(k,E(e,m)))=D(d,E(e,E(k,m)))=E(k,m)}.

## Описание алгоритма

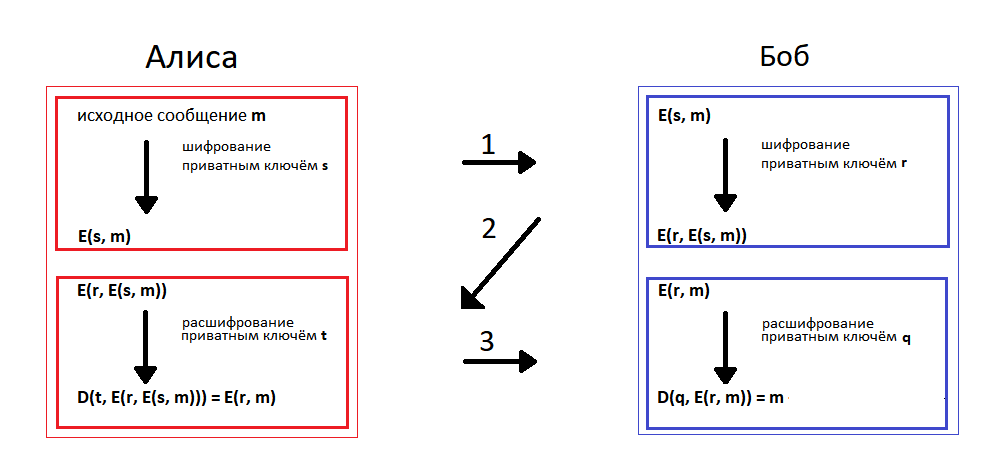
Схема трёхэтапного протокола

Предположим, Алиса хочет послать Бобу сообщение. Тогда трёхэтапный протокол работает следующим образом:
1. Алиса выбирает закрытый ключ шифрования {\displaystyle s} и соответствующий ключ расшифрования {\displaystyle t}. Алиса шифрует исходное сообщение {\displaystyle m} с помощью ключа {\displaystyle s} и отправляет шифротекст {\displaystyle E(s,m)} Бобу.
2. Боб выбирает закрытый ключ шифрования {\displaystyle r} и соответствующий ключ расшифрования {\displaystyle q}, а затем повторно шифрует первое сообщение {\displaystyle E(s,m)} с помощью ключа {\displaystyle r} и отправляет дважды зашифрованное сообщение {\displaystyle E(r,E(s,m))} обратно Алисе.
3. Алиса расшифровывает второе сообщение с помощью ключа {\displaystyle t}. Из-за коммутативности, описанной выше, получаем {\displaystyle D(t,E(r,E(s,m)))=E(r,m)}, то есть сообщение, зашифрованное только закрытым ключом Боба. Алиса пересылает этот шифротекст Бобу.
4. Боб расшифровывает третье сообщение с помощью ключа {\displaystyle q} и получает {\displaystyle D(q,E(r,m))=m} исходное сообщение.

Стоит заметить, что все операции с использованием закрытых ключей Алисы {\displaystyle s} и {\displaystyle t} совершаются Алисой, а все операции с использованием закрытых ключей Боба {\displaystyle r} и {\displaystyle q} совершаются Бобом, то есть одной стороне обмена не нужно знать ключи другой.

## Трёхэтапный протокол Шамира
Первым трёхэтапным протоколом был трёхэтапный протокол Шамира, разработанный в 1980-х годах. Так же этот протокол называют бесключевым протоколом Шамира (англ. Shamir No-Key Protocol), потому что по этому протоколу не происходит обмена каких-либо ключей, но стороны обмена должны иметь по 2 закрытых ключа для шифрования и расшифрования. Алгоритм Шамира использует возведение в степень по модулю большого простого числа как функцию и шифрования, и расшифрования, то есть {\displaystyle E(e,m)=m^{e}{\bmod {p}}} и {\displaystyle D(d,m)=m^{d}{\bmod {p}}}, где {\displaystyle p} — большое простое число. Для любого шифрования показатель степени {\displaystyle e} находится в отрезке {\displaystyle 1..p-1} и для него справедливо {\displaystyle {\text{НОД}}(e,p-1)=1}. Соответствующий показатель для расшифрования {\displaystyle d} выбирается так, чтобы {\displaystyle {de}{\bmod {p}}-1=1}. Из малой теоремы Ферма следует, что {\displaystyle D(d,E(e,m))=m^{de}{\bmod {p}}=m}.
Протокол Шамира обладает коммутативностью, так как {\displaystyle E(a,E(b,m))=m^{ab}{\bmod {p}}=m^{ba}{\bmod {p}}=E(b,E(a,m))}.

## Криптосистема Мэсси — Омуры
Криптосистема Мэсси — Омуры была предложена Джеймсом Мэсси и Джимом Омурой в 1982 как улучшение протокола Шамира. Метод Мэсси — Омуры использует возведение в степень в поле Галуа {\displaystyle GF(2^{n})} как функцию и шифрования, и расшифрования, то есть {\displaystyle E(e,m)=m^{e}} и {\displaystyle D(d,m)=m^{d}}, где вычисления проходят в поле Галуа. Для любого шифрования показатель степени {\displaystyle e} находится в отрезке {\displaystyle 1..{{2^{n}}-1}} и для него справедливо {\displaystyle {\text{НОД}}(e,2^{n}-1)=1}. Соответствующий показатель для расшифрования {\displaystyle d} выбирается так, чтобы {\displaystyle de{\bmod {2}}^{n}-1=1}. Так как мультипликативная группа поля Галуа {\displaystyle GF(2^{n})} имеет порядок {\displaystyle 2^{n}-1}, то из теоремы Лагранжа следует, что {\displaystyle D(d,E(e,m))=m^{de}=m} для всех {\displaystyle m} в {\displaystyle GF(2^{n})^{*}}.
Каждый элемент поля Галуа {\displaystyle GF(2^{n})} представлен как двоичный вектор нормального базиса, где каждый базисный вектор является квадратом предыдущего. То есть базисные вектора {\displaystyle v^{1},v^{2},v^{4},v^{8},\dots } где {\displaystyle v} — элемент поля с максимальным порядком. Используя данное представление, возведение в степень 2 можно производить с помощью циклического сдвига. Это значит, что возведение {\displaystyle m} в произвольную степень может быть выполнено с не более чем {\displaystyle n} сдвигами и {\displaystyle n} умножениями. Более того, несколько умножений могут выполняться параллельно. Это позволяет иметь более быстрые реализации в железе за счёт использования несколько умножителей.

## Безопасность
Необходимое условие для безопасности трёхэтапного протокола состоит в том, чтобы злоумышленник не смог определить ничего об исходном сообщении {\displaystyle m} из трёх пересланных сообщений {\displaystyle E(s,m),E(r,E(s,m)),E(r,m)}. Это условие накладывает ограничение на выбор функций шифрования и расшифрования. Например коммутативная функция xor {\displaystyle E(s,m)=m\oplus s} не может использоваться в трёхэтапном протоколе, так как {\displaystyle (m\oplus s)\oplus (m\oplus s\oplus r)\oplus (m\oplus r)=m}. То есть, зная три пересланные сообщения, можно восстановить исходное сообщение.

### Криптографическая стойкость
Для функций шифрования, используемых в алгоритме Шамира и алгоритме Мэсси — Омуры, безопасность зависит от сложности вычисления дискретных логарифмов в конечном поле. Если злоумышленник может вычислить дискретные логарифмы в {\displaystyle GF(p)} для метода Шамира или {\displaystyle GF(2^{n})} для метода Масси-Омура, то протокол может быть нарушен. Ключ {\displaystyle s} может быть вычислен из сообщений {\displaystyle m^{r}} и {\displaystyle m^{rs}}. Когда {\displaystyle s} известно, легко вычислить степень для расшифровки {\displaystyle t}. Затем злоумышленник может вычислить {\displaystyle m}, возведя перехваченное сообщение {\displaystyle m^{s}} в степень {\displaystyle t}. В 1998 году показано, что при определённых предположениях взлом криптосистемы Мэсси — Омуры эквивалентен взлому криптосистемы Диффи — Хеллмана.

### Аутентификация
Трёхэтапный протокол не предусматривает аутентификацию сторон обмена. Поэтому без реализации сторонней аутентификации протокол уязвим для атаки посредника. Это значит, что если злоумышленник имеет возможность создавать ложные сообщения или перехватывать и заменять настоящие переданные сообщения, то обмен скомпрометирован.